# The Fifth Chapter
Albums de Scooter
Music for a Big Night Out
(2012) Ace
(2016)
Singles
1. Bigroom Blitz
Sortie : 23 mai, 2014
2. Today
Sortie : 5 septembre 2014
3. 999 (Call The Police)
Sortie : 10 novembre 2014
4. Can't Stop The Hardcore
Sortie : 5 décembre 2014
5. Radiate (spy version)
Sortie : 29 mai 2015

The Fifth Chapter est le dix-septième album studio du groupe allemand Scooter. L'album est sorti le 26 septembre 2014. Le premier single de l'album, Bigroom Blitz, en featuring avec le rappeur américain Wiz Khalifa, est commercialisé le 23 mai 2014. Le deuxième single Today est commercialisé le 5 septembre 2014,.

## Développement
The Fifth Chapter est le premier album de Scooter à ne pas avoir de production de Rick J. Jordan, après son départ du groupe au début 2014. Rick est remplacé par Phil Speiser. Il est aussi le premier album qui sortira en vinyle depuis Our Happy Hardcore.

## Liste des titres
| No  | Titre                       | Durée |
| --- | --------------------------- | ----- |
| 1.  | T5C                         | 1:18  |
| 2.  | Who's That Rave?            | 2:47  |
| 3.  | Today                       | 3:27  |
| 4.  | We Got The Sound            | 2:54  |
| 5.  | Radiate                     | 3:07  |
| 6.  | 999 (Call the Police)       | 3:35  |
| 7.  | King Of The Land            | 3:00  |
| 8.  | Bigroom Blitz               | 3:06  |
| 9.  | Chopstick (Mado Kara Mieru) | 4:48  |
| 10. | Home Again                  | 3:41  |
| 11. | Fuck Forever                | 3:06  |
| 12. | Jaguare                     | 3:56  |
| 13. | T.O.O.                      | 4:10  |
| 14. | Listen                      | 3:46  |
| 15. | Can't Stop the Hardcore     | 3:34  |
| 16. | Fallin                      | 4:10  |
| 17. | In Need                     | 3:36  |

### Édition Deluxe
| No  | Titre                                             | Durée |
| --- | ------------------------------------------------- | ----- |
| 1.  | How Much Is the Fish? (Tony Junior Remix          | 3:44  |
| 2.  | I Like It Loud (R.I.O. Remix)                     | 3:18  |
| 3.  | Move Your Ass! (Stefan Dabruck Remix)             | 6:09  |
| 4.  | Army of Hardcore (BMG Remix)                      | 4:53  |
| 5.  | Friends (NRG Remix)                               | 3:20  |
| 6.  | Jigga Jigga!                                      | 4:16  |
| 7.  | I'm Lonely (Kindervater Remix)                    | 3:15  |
| 8.  | Posse (I Need You on the Floor) (Amfree Remix)    | 4:01  |
| 9.  | Fire (Laserkraft 3D Remix)                        | 5:00  |
| 10. | Shake That! (Barany Attila and DJ Dominque Remix) | 2:41  |

## Classements
| Classements (2014)           | Meilleure position |
| ---------------------------- | ------------------ |
| Allemagne (Media Control AG) | 8                  |
| Autriche (Ö3 Austria Top 40) | 28                 |
| Hongrie (Mahasz)             | 30                 |
| Tchéquie (IFPI)              | 21                 |
| Suisse (Schweizer Hitparade) | 23                 |